# Peter Joseph Molitor

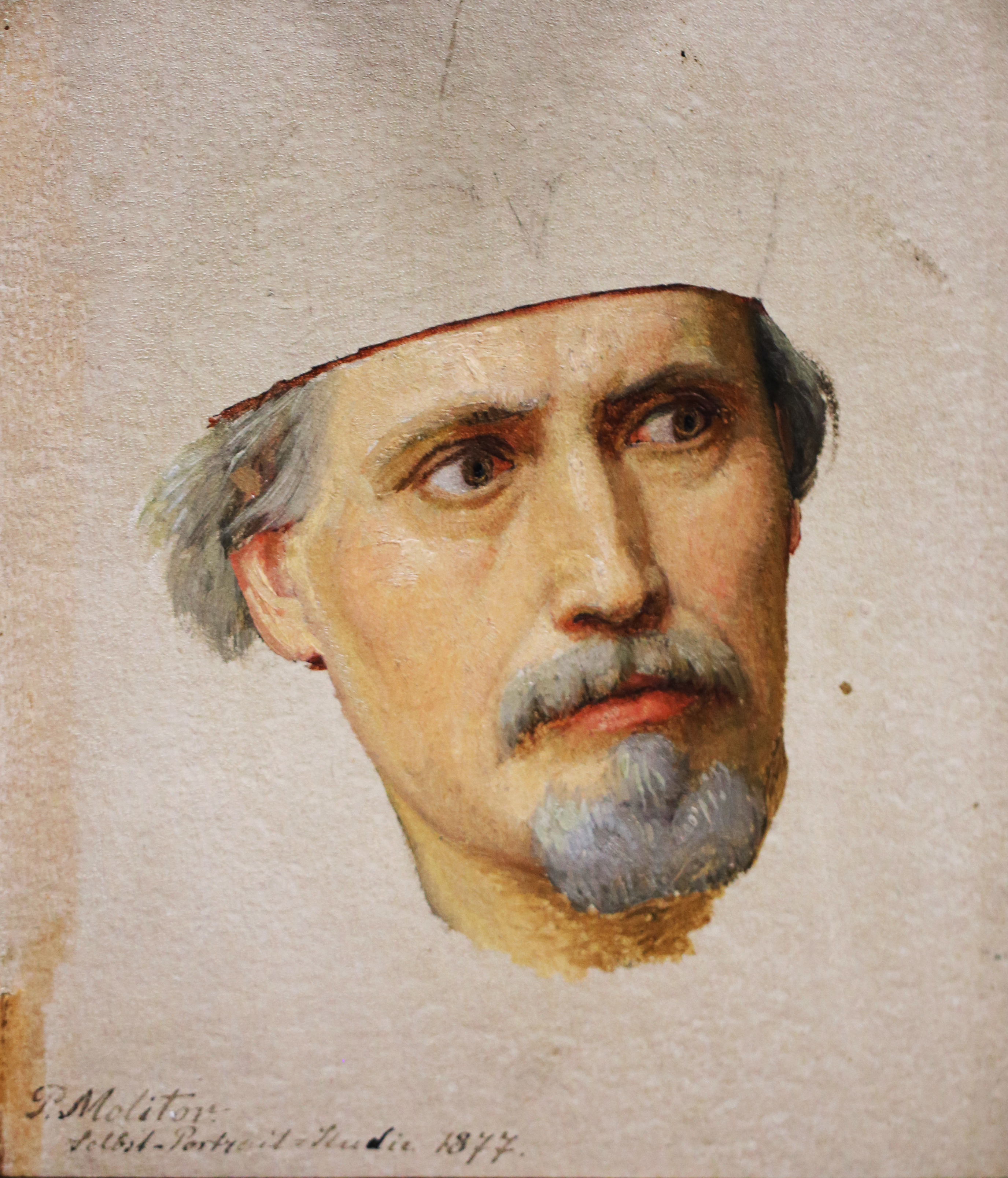
Selbstbildnis 1877

Peter Joseph Molitor  (* 19. September 1821 in Koblenz; † 15. Mai 1898 in Oberlahnstein) war ein deutscher Maler der Düsseldorfer Schule.

## Leben

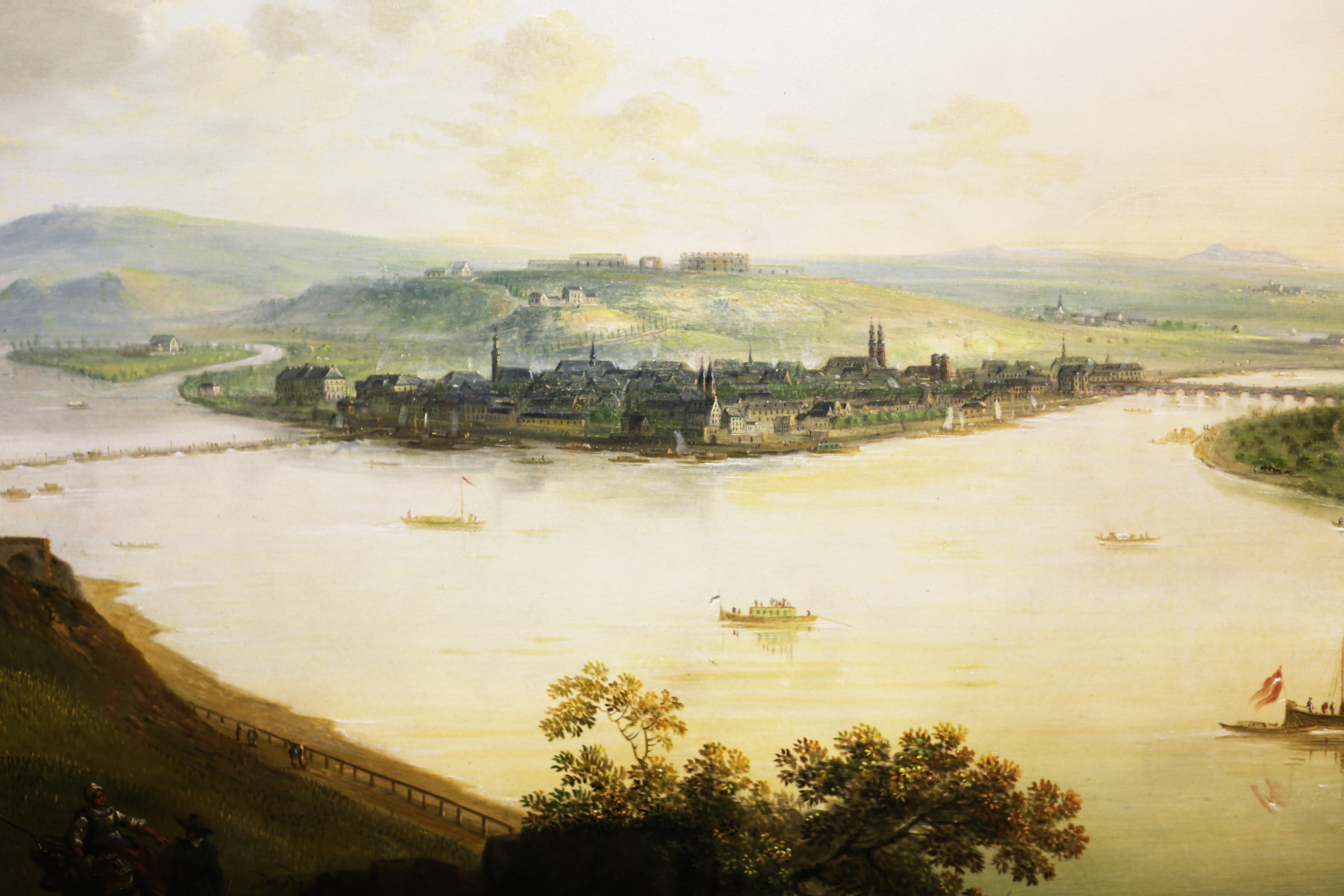
Koblenz im Geburtsjahr Molitors

### Familie und Jugendzeit
Molitor wurde als Sohn der Eheleute Peter Ferdinand Marcus Molitor aus Meudt (1772–1838) und Maria Anna (geborene Aleff) aus Koblenz geboren. Molitors Vater war Bäcker und hatte es in seinem Beruf durch Fleiß und Zuverlässigkeit zu Ansehen und einem gewissen Wohlstand gebracht. So erschien er schon 1804 als französischer Bürger im damaligen „Almanach d’adresses de la ville de Coblence“ als Besitzer des Hauses Kastorgasse 261 und erwarb in der Folgezeit bis 1828 drei weitere, in der Nachbarschaft gelegene Immobilien. 1825 bis 1837/38 war er Stadtrat in Koblenz.
Wahrscheinlich besuchte Peter Joseph  Molitor die 1817 bis 1819 am Kastorhof Nr. 6 errichtete kleine Schule, die nach Plänen des Stadtbaumeisters Lassaulx entstanden war. Welche weiterführende Bildungseinrichtung der junge Molitor besuchte, oder welche besondere Ausbildung er in Koblenz erhielt, ist bisher nicht bekannt. Es wird angenommen, dass eine erkennbare künstlerische Veranlagung Molitors Förderung erfuhr, deren Finanzierung der Familie nicht schwer fiel. So wurden Molitor wahrscheinlich durch Privatunterricht Koblenzer Künstler die Grundlagen der Malerei vermittelt oder er nahm die Möglichkeit des Staates wahr, zugezogene Zeichenlehrer in Anspruch zu nehmen, die den Schulunterricht in preußischer Zeit übernahmen.

### Gesellschaftliches Umfeld
Das Leben der Familie fiel in eine Zeit, in der eine bemerkenswerte Anzahl Koblenzer einen künstlerischen Werdegang anstrebten, wohl auch aus dem Grund, weil das Kunstleben der Stadt stark durch Persönlichkeiten der bildenden Kunst dominiert wurde. Dieser Kunstenthusiasmus hatte schon in der kurfürstlichen Zeit des kunstliebenden Clemens Wenzeslaus begonnen, als dieser Ehrenbreitstein verließ und seine Residenz nach Koblenz verlegte. Wie damals setzte nun, nach kurzer Stagnation in der Franzosenzeit, in Koblenz erneut ein wirtschaftlicher und kultureller Aufschwung ein, von dem auch die Mittelschicht der Bevölkerung erfasst wurde.
Von den umfangreichen Baumaßnahmen in der Provinzhauptstadt profitierte auch die Kultur. So entstand beispielsweise die städtische Bibliothek (1832) und der Bau der Städtisch-Langschen Gemäldesammlung (1835) des Joseph Gregor Lang, in dessen Sammlung sich möglicherweise schon Werke der Maler Januarius Zick, Conrad Zick, Benedikt Beckenkamp, Johann Baptist Bachta, Johannes Jakob Diezler oder die von Simon Meister befanden. Zudem hatten sich einflussreiche private Freundeskreise gebildet, die mit eigenen Mitteln kulturelle Dinge förderten. Einen Schwerpunkt bildeten dabei die Freunde der Familie La Roche, Johann Joseph Görres, Johann Claudius von Lassaulx oder die Familie von Franz Clemens Brentano.
Aufschlussreich ist auch, dass in dem 1829 in Düsseldorf gegründeten Kunstverein für die Rheinlande und Westphalen neun der Gründungsmitglieder aus Köln waren, dagegen aber dreizehn aus Koblenz.
Da es in der aufstrebenden preußischen Provinzhauptstadt Koblenz noch an einer Einrichtung der weiterführenden Ausbildungsstätte für die bildende Kunst fehlte, verließ Molitor 1837 als 16-Jähriger seine Heimatstadt Koblenz, um an der Düsseldorfer Kunstakademie, die sich seit 1826 unter der Leitung von Wilhelm Schadow zu einer der bedeutendsten Ausbildungsstätten in Europa entwickelte, seine Ausbildung fortzusetzen.

### Studium in Düsseldorf

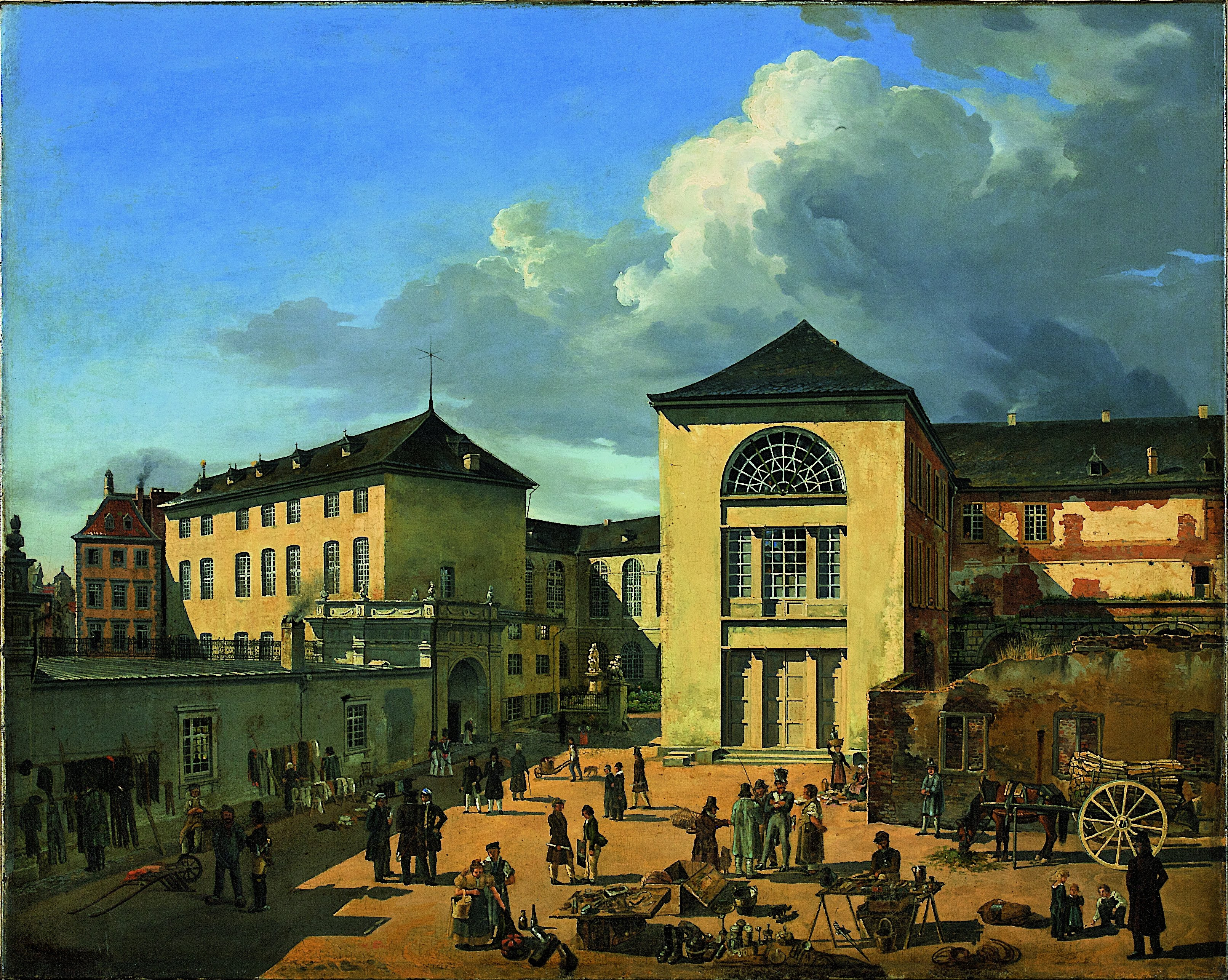
Andreas Achenbach: Die alte Akademie in Düsseldorf, 1831

Das Studium an der Kunstakademie Düsseldorf durchlief ein Vierklassensystem, dessen Konzept Wilhelm Schadow 1828 publiziert hatte. Die Elementarklasse begann mit den Grundlagen der zeichnerischen Darstellung einfacher geometrischer Objekte, bis hin zur realistischen Wiedergabe der menschlichen Gestalt, um das erworbene Können in der folgenden Vorbereitungsklasse durch Kopierversuche vorhandener Werke der Kunstgeschichte, sowie in der Arbeit mit lebenden Modellen zu vertiefen. Dabei war es Schadow ein Anliegen, dass viel Wert auf die Förderung individueller Charakteristika eines jeden einzelnen seiner Schüler gelegt wurde. Nach Abschluss der „Klasse für ausübende Schüler“, in dieser fertigten sie nun eigene Entwürfe, wurden besonders begabten Schüler in die „Meisterklasse“ aufgenommen. Dies war eine wesentliche Neuerung Schadows, in der der Lehrer eine weniger leitende, als die einer beratenden Funktion übernahm. Hier aber konnte der Schüler, der früher nach Erwerb der Grundlagen die Akademie bereits verließ, von den Erfahrungen anderer profitieren.
Dazu kam es für Molitor erst eine geraume Zeit später. Sein Aufenthalt an der Akademie war nicht von langer Dauer. Er musste die Ausbildung bereits 1838 aus familiären Gründen abrupt unterbrechen, da in Koblenz seine Eltern, der Vater (Oktober 1838) und wenige Monate später seine Mutter (Mai 1839) verstarben. Anlässlich dieser Ereignisse zeigte sich, dass Peter Joseph Molitor nicht der einzige Nachkomme seiner Eltern war, denn es hieß „Das Elternhaus blieb zunächst im Besitz der Geschwister Molitor“.
Über die Zeit bis zu Molitors Wiederaufnahme seines Studiums an die Akademie 1841 wurde nichts bekannt. Zurückgekehrt in Düsseldorf setzte er sein Studium unter von Schadow und Karl Ferdinand Sohn, einem sehr angesehenen Porträtmaler jener Zeit, fort. Der inzwischen 20-jährige Molitor hatte auch eine ihm zusagende Fachrichtung gewählt und sich der Historienmalerei zugewandt. Er war in seinem Metier gewachsen und hatte durchweg, von den Anfängen 1837/38 bis zu seinem Austritt aus der Akademie im Herbst 1844, fast ausschließlich positive Beurteilungen seiner Lehrer erhalten.

### Molitor erstmals als Auftragsmaler

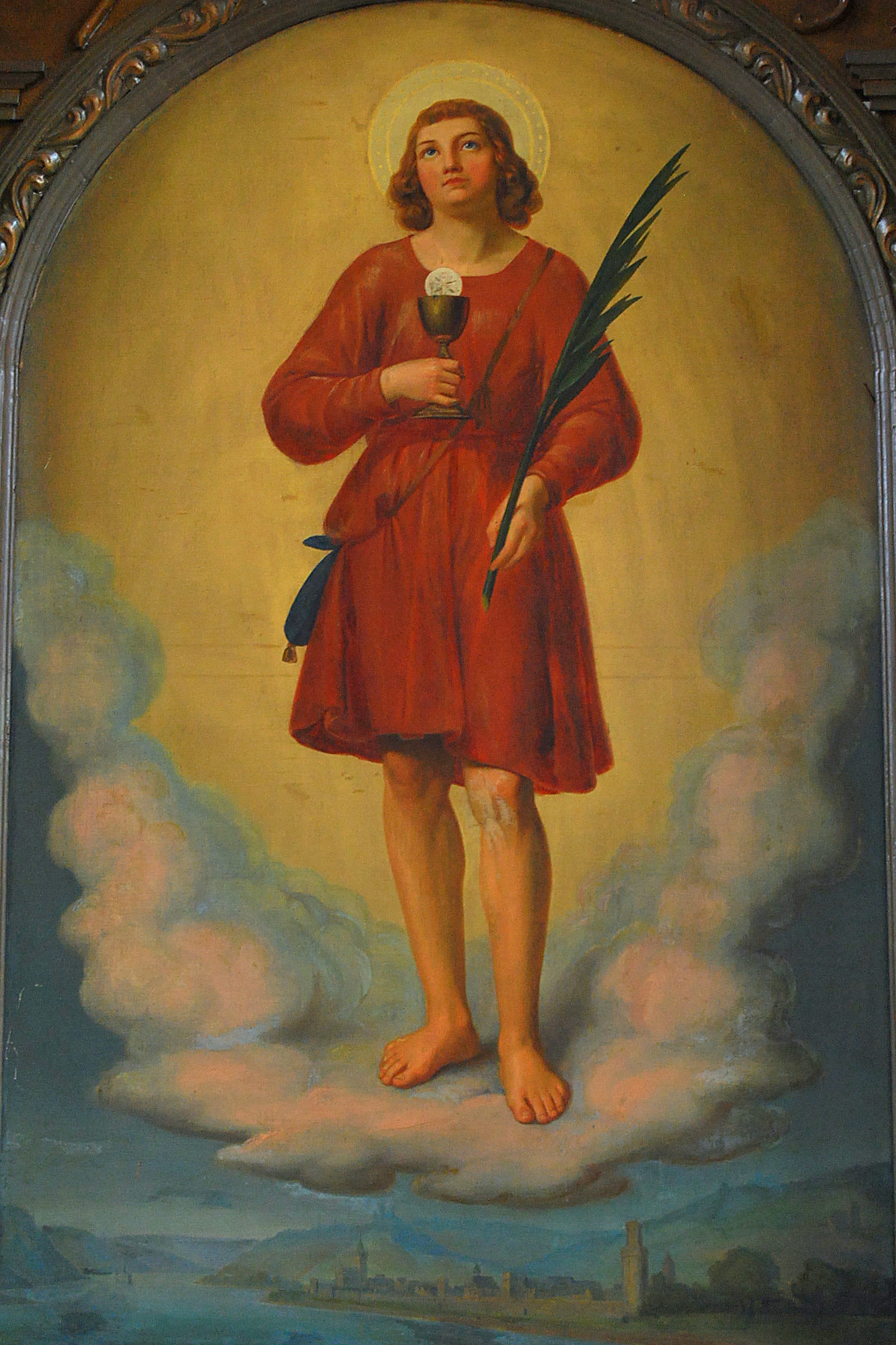
Der Knabe Werner (1845) gilt als Erstlingswerk Molitors.

Sein attestiertes Können hatte das Selbstbewusstsein des jungen Künstlers gestärkt, sodass er wohl 1845 ein erstes eigenes Gemälde, das Tafelbild Der Knabe Werner schuf, welches dann, bis in das 21. Jahrhundert den Altar der Wernerkapelle in Oberwesel zierte.

### Studien in München, Würzburg und Frankfurt
Unterlagen des Münchener Stadtarchivs belegen Molitors Studienaufenthalt von Mitte Juli bis etwa Ende Oktober 1846 in der bayerischen Hauptstadt. Wahrscheinlich malte er dort auch das Bild Bauer mit Tonpfeife und Krug. Da es eigentlich nicht seinem bevorzugten Stil entsprach, soll es für ihn ein Experiment oder „Übungsstück“ gewesen sein, zu dem er sich von den Werken des flämischen Malers Adriaen Brouwer inspirieren ließ. Die 1836 neu eröffnete Pinakothek besaß 17 Spätwerke von ihm. Aus München soll er sich ins fränkische Würzburg abgemeldet haben, wo sich seine Spur zunächst verliert. Auch Nachforschungen bezüglich seiner in der Literatur häufiger erwähnten Aufenthalte in Frankfurt am Main bei Philipp Veit brachten bisher keine Ergebnisse. So bleibt Molitors Aufenthaltsort für den Zeitraum zwischen Herbst 1844 und seiner Rückkehr nach Koblenz um 1850 bis auf den Aufenthalt in München offen. In diese Zeit fällt ebenfalls das 1848 entstandene und eindeutig ihm zugeschriebene Ölbild Sintflut, dessen Schaffungsort wohl unbekannt bleiben wird.

### Arbeiten in Koblenz, Aachen und Kapellen
Um 1850 muss Molitor nach Koblenz zurückgekehrt sein, da er in den Adressbüchern der Stadt bis 1856 als Wohnungsnehmer im Castorhof Nr. 9 verzeichnet wurde. An dieser Adresse entstand im Jahr seiner Rückkehr das Porträt Frau Mainzer, ein Bild, das vom Stil her an seinen Lehrer Sohn aus der Düsseldorfer Zeit erinnert. Man vermutet bei dem Titel des Bildes einen Zusammenhang mit einem Werk Simon Meisters, dessen 1833 entstandenes Gemälde den Buchdruckermeister Johan Wilhelm Mainzer darstellt.

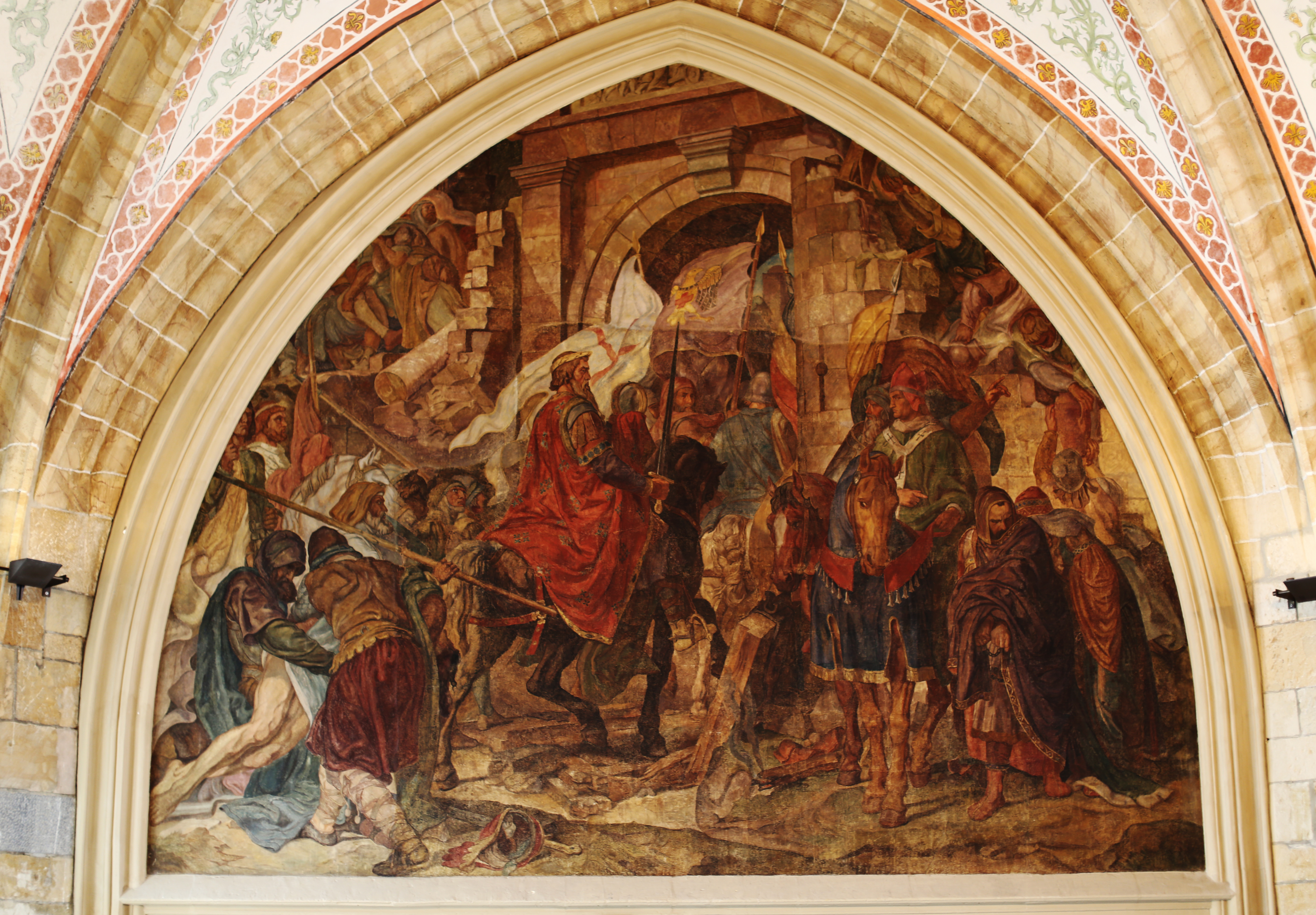
Alfred Rethel: Einzugs Karls des Großen 774 in Pavia, 1851

Auf Vermittlung Ernst Degers, für den er später arbeitete, half Molitor im Sommer 1851 Alfred Rethel, seinem Studienkollegen von der Düsseldorfer Akademie, bei einer Auftragsarbeit in Aachen. Dieser war seit 1847 mit der Ausmalung des Kaisersaales im Aachener Rathaus beauftragt worden. Nun, bei den Arbeiten am vierten Bild des Zyklus – später allgemein als Karlsfresken bezeichnet – offenbar erkrankt, hatte Rethel unter Kollegen nach Hilfe gesucht. Diese vierte Szene, eine Darstellung, die den historischen Einzug von Karl dem Großen nach erfolgreicher Belagerung von Pavia zeigte, war die letzte Arbeit Rethels und entstand in Zusammenarbeit mit Molitor. Die restlichen vier Bilder des geplanten Zyklus entstanden nach Rethels Entwürfen durch Joseph Kehren, der ebenfalls an der Düsseldorfer Akademie ausgebildet worden war.
Zurück in Koblenz lernte er seine spätere Frau Amalia Schneider, die Tochter des Hofzimmermeisters Jakob Franz Schneider kennen, die er am 2. Mai 1854 heiratete. Er zog mit ihr und seiner 1856 geborenen Tochter Maria ein Jahr später nach Kapellen (heute Koblenz-Stolzenfels), wo der gemeinsame Sohn Franz am 17. September 1857 zur Welt kam. Molitors Umzug kam jedoch nicht von ungefähr. Er stand in Zusammenhang mit einem Angebot Degers, diesem bei der Ausmalung der Schlosskapelle zu Stolzenfels zu assistieren.
Diese 1857 bei Deger begonnenen Arbeiten, der selbst schon seit 1851 im Auftrag Friedrich Wilhelm IV. an religiös geprägten Wandmalereien in der Schlosskapelle zu Stolzenfels arbeitete und dieses Werk um 1859/60 vollendete, sieht man heute als eine Form des in der Düsseldorfer Akademie aufgekommenen Meisterklassensystems, in dem Molitor in der Klasse Degers von 1854 bis 1858 geführt wurde.

### Rückkehr nach Düsseldorf

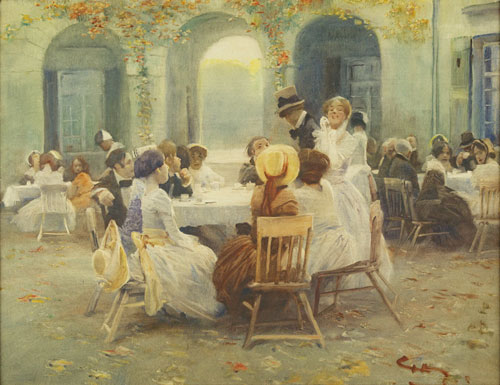
Wilhelm Schreuer: Heitere Runde im Malkasten

Nach Vollendung der Arbeiten in der Schlosskapelle Stolzenfels verließ Molitor erneut den Raum Koblenz und zog mit seinen Angehörigen nach Düsseldorf. Er nahm in der Stadt seiner Ausbildung für lange Jahre seinen festen Wohnsitz ein. Hier kam im Mai 1860 das dritte Kind der Eheleute Molitor zur Welt, sein Sohn Ferdinand Josef. Noch im gleichen Jahr wurde er Mitglied in dem 1848 in Düsseldorf gegründeten Künstlerverein Malkasten, zu dessen inhaltlicher Gestaltung Mitglieder der Maler und Bildhauer mit ihrer künstlerischen Gestaltung beitrugen. Dokumente dieser Zeit schildern Molitor als lebensfrohen geselligen Menschen. Sein Arbeitsfeld lag aber weiterhin überwiegend im Raum seiner Heimatstadt Koblenz, die aufgrund der technischen Fortentwicklung seit dem Jahr 1858 über die linksrheinische Eisenbahntrasse schnell erreichbar geworden war.

### Großprojekt Arenberg

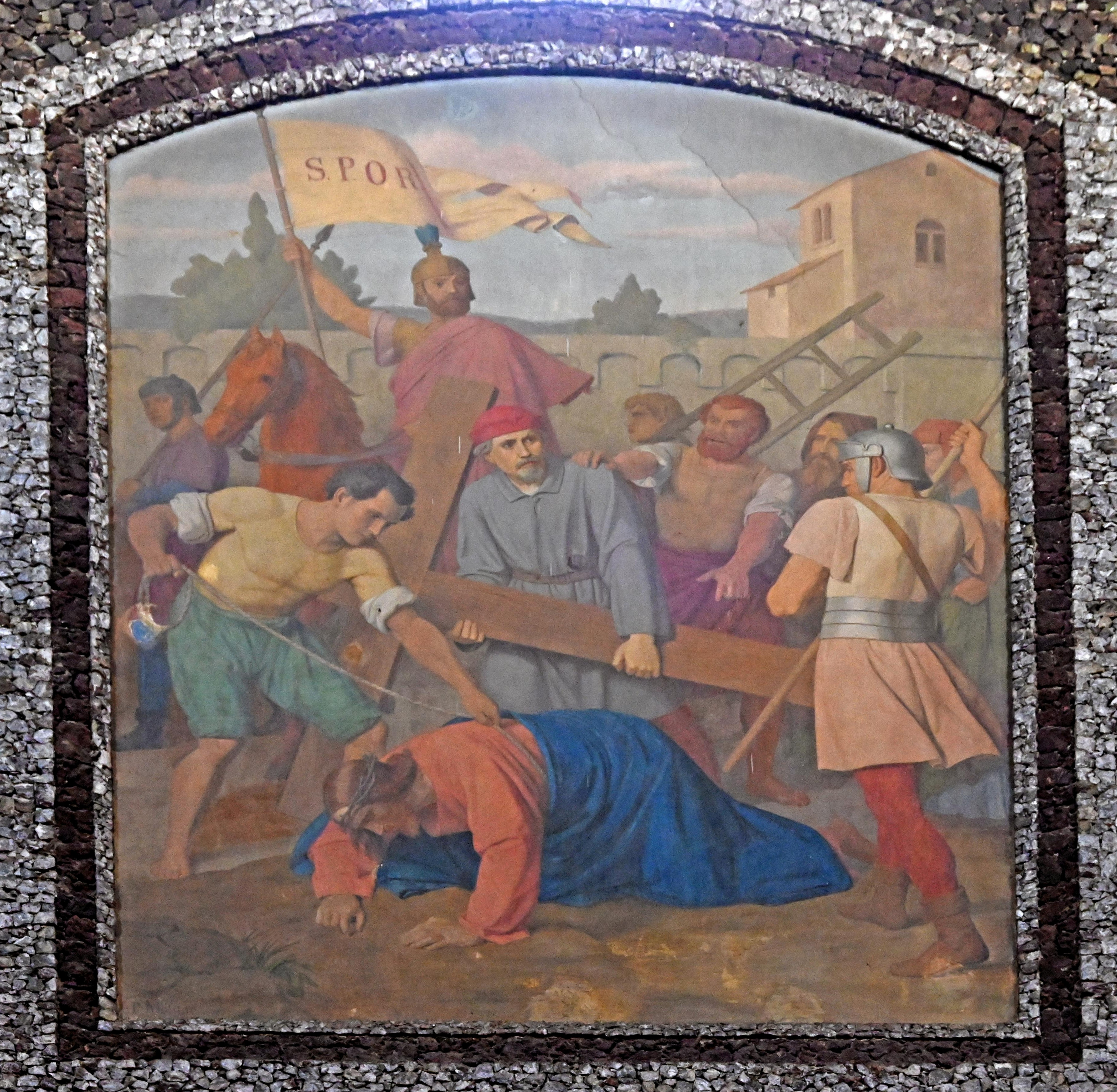
St. Nikolaus (Koblenz-Arenberg), Molitor als Simon von Cyrene mit roter Mütze

Zwischen 1860/72 entstand anstelle eines teilweise mittelalterlichen Bauwerks die Wallfahrtskirche St. Nikolaus in Arenberg. Hier schuf Molitor großformatige Kreuzwegszenen im nazarenischen Stil, die auf Bildtafeln an der Hochschiffswand (unterhalb der Rundfenster) angebracht wurden. Auf Molitor, der in Arbeitsteilung mit dem Koblenzer Künstler Johann Heinrich Lange (1823–1908), damals wohnhaft in Aachen arbeitete, entfallen die Szenen 1 bis 5, 8 bis 11 und 13.
Zu den Arbeiten für Arenberg zählen eine erkleckliche Anzahl von Zeichnungen, die Molitor zwischen 1876 und 1878 für die Fenster der St. Nikolauskirche erarbeitete. Die Zeichnungen blieben erhalten, jedoch wurden die nach Molitors Zeichnungen entstandenen Glasmalereien in der Neujahrsnacht 1944/45 durch die Explosion einer Luftmine zerstört. Zu den Vorbereitungsskizzen gehören Studien diverser Köpfe, ein Frauen- und vier Männerköpfe, die für Arenberg erarbeitet wurden. Sie gelangten erst 1991 als Geschenk an das Mittelrhein-Museum in Koblenz. Abgesehen von dem Frauenkopf sind die anderen zuzuordnen und finden sich in den Passionsszenen wieder. In einer der Szenen (im „Zweiten Fall“), erhielt Simon von Cyrene ein prominentes Gesicht. Es ist das Gesicht des Künstlers Molitor.
Der Passionszyklus in der Pfarrkirche St. Nikolaus war eine der zeitaufwändigsten Arbeiten Molitors und gilt allgemein als sein Hauptwerk. Die Arbeiten beanspruchten sechs Jahre und fanden von 1876 bis 1882 statt, wobei die Zeiträume der Vorarbeiten für Skizzen und dergleichen, nicht berücksichtigt sind. Es handelt sich um zehn Wandgemälde in Öl, die sich in etwa 6,5 m Höhe befinden und je ein Maß von 2,14 × 2,51 m aufweisen. Sie wurden alle von Molitor signiert. Zwei der Gemälde erhielten absichtsvoll die Jahreszahlen 1876 und 1882.

### Bilderzyklus in Klotten
Bereits während der Arbeiten in Arenberg soll Molitor Kontakt zur Pfarrgemeinde St. Maxim in Klotten an der Mosel gehabt haben, jedoch sind auf den dortigen Arbeiten Molitors weder die in der Regel übliche Signierung noch eine Datierung erhalten geblieben, da sie später durch unsachgemäße Restaurierungen verloren gingen. So wird auch der heutige Zustand der Bilder – es handelt sich auch hier um religiöse Szenen, in denen Christus, Maria und weitere Heilige den Mittelpunkt bilden – als stark beeinträchtigt bezeichnet. Nur durch Angaben in der folgenden Ortschronik konnte mit einiger Sicherheit angenommen werden, dass dieser Bilderzyklus nach 1880 von Molitor geschaffen wurde.
In den Aufzeichnungen der Gemeinde heißt es in der Ortsgeschichte zur 1300-Jahr-Feier Klottens: „17. März 1879 erhält der Maurermeister Wiss aus Klotten den Auftrag zum Ausweißen der Kirche“. Weiter heißt es: „Im Anschluß malt der Düsseldorfer Maler Peter Molitor […] die großen Stationsbilder (Kreuzweg) auf die Seitenwände des Neubaus“.

### Abbruch des Vereinslebens und letzte Arbeiten
Zum Jahreswechsel 1890/91 kündigte Molitor seine über Jahrzehnte gepflegte Mitgliedschaft im Künstlerverein Malkasten und trat ohne Begründung aus. Zum Ende seiner Schaffenszeit entstanden etwa bis 1895 noch über vierzig kleinformatige Zeichnungen, die für den bereits 1841 gegründeten Verein zur Verbreitung religiöser Bilder in Düsseldorf bestimmt waren. Der Verein arbeitete mit dem Kupferstecher Josef Kohlschein zusammen, der dann die Zeichnungen Molitors, wie auch Werke anderer Künstler, zu Reproduktionskupferstichen verarbeitete, so etwa die religiösen Gemälde der Nazarener Ernst Deger, Franz Ittenbach und Heinrich Lauenstein.

### Umzug nach Oberlahnstein und Tod
1897 gab Molitor seinen Düsseldorfer Wohnsitz auf und zog mit seinen Angehörigen (nur der älteste Sohn Franz wird nicht erwähnt) in das Umfeld seiner Heimatstadt Koblenz, nach Oberlahnstein. Sein neues Zuhause, Ostallee 2, lag am Fuß des Berghangs der Burg Lahneck. Ob er seinen Lebensabend ohne gesundheitliche Probleme genießen konnte, ist offen. Nur neun Monate später, im Mai 1898, erlag er den Folgen eines Schlaganfalles.

## Werke (Auswahl)
- Der Knabe Werner, 1845, Öl auf Holz, 2 × 1 m, ehemals Wernerkapelle Oberwesel
- Bauer mit Tonpfeife und Krug, 1846 (?), Öl auf Holz, 30,4 × 26,5 cm, Braith-Mali-Museum, Biberach an der Riß (Inv. Nr. 1990–14748)
- Sintflut, 1848, Öl auf Leinwand, 120,5 × 104 cm, Mittelrhein-Museum Koblenz (Inv. Nr. M 482)
- Frau Mainzer, 1850, Öl auf Leinwand, 106,5 × 75 cm, Mittelrhein-Museum Koblenz (Inv. Nr. 396)
- Triptychon zum 25. Gründungsjubiläum der Armen Dienstmägde Jesu Christi, 1876, Öl auf Holz, 146 × 102,5 cm (Mitteltafel), 143 × 51 cm (Flügel), Dernbach, Provinzialat der Dernbacher Schwestern, ADJC
- Erster Kreuzfall Christi, 1876–1882, 2,51 × 2,14 m, St. Nikolaus, Koblenz-Arenberg
- Kommunionsbild Christus salvator mundi, gezeichnet von Molitor, gestochen von Rudolf Stang, 24,8 × 17 cm